# 大正郵便局 (大阪府)
大正郵便局（たいしょうゆうびんきょく）は、大阪府大阪市大正区にある郵便局。民営化前の分類では集配普通郵便局であった。

## 概要
住所：〒551-8799 大阪府大阪市大正区三軒家東4-3-22

## 沿革
- 1947年（昭和22年）6月15日 - 大正区大正通十丁目から同区千島町へ移転[1]。
- 1956年（昭和31年）10月5日 - 電話通話および和文電報受付事務の取扱を開始。
- 1958年（昭和33年）2月3日 - 大正区千島町から同区大正通六丁目へ移転。
- 1990年（平成2年）3月23日 - 花の万博の開催に合わせ、大阪市周辺の主な郵便局40局において、風景印を花をかたどった変形印に変更（当局は大正区の花であるつつじ）。
- 1998年（平成10年）9月1日 - 外国通貨の両替および旅行小切手の売買に関する業務取扱を開始。
- 2007年（平成19年）10月1日 - 民営化に伴い、併設された郵便事業大正支店に一部業務を移管。
- 2012年（平成24年）10月1日 - 日本郵便株式会社発足に伴い、郵便事業大正支店を大正郵便局に統合。

## 取扱内容
- 郵便、印紙、ゆうパック、内容証明
- 貯金、為替、振替、振込、国際送金、外貨両替・トラベラーズチェック、国債、投資信託
- 生命保険、バイク自賠責保険
- 地方公共団体事務（大阪市ごみ処理券の販売、市バス・地下鉄優待乗車証の交付）
- ゆうちょ銀行ATM
- 「551-00xx」区域（大阪市大正区全域）の集配業務
- ゆうゆう窓口

## 風景印
- 図柄はつつじの外枠に（変形印）千本松大橋、昭和山。局名表記は「大正」
- 使用開始日は1991年(平成3年)4月1日~

## 周辺
- 大阪府立泉尾高等学校
- 京セラドーム大阪
- 尻無川
- 木津川
- 舞昆大正店

## アクセス
- JR大阪環状線、地下鉄長堀鶴見緑地線 大正駅から徒歩約4分
- 大阪シティバス 三軒家停留所下車すぐ
- 阪神高速堺線 芦原出口、同西大阪線 大正西出入口・大正東出入口
- 大正通沿い
- 駐車場あり：5台